# Lepidonotus semitectus
Lepidonotus semitectus är en ringmaskart som först beskrevs av William Stimpson 1856.  Lepidonotus semitectus ingår i släktet Lepidonotus och familjen Polynoidae. Inga underarter finns listade i Catalogue of Life.